# Saratogai csaták
Az amerikai függetlenségi háborúban a gyarmatok első sikerüket 1777-ben Saratogánál érték el.
Az első csata szeptember 19-én zajlott le, és a Gates tábornok vezette amerikai sereg győzelmével ért véget.
A második saratogai csata, amire október 7-én került sor, szintén az amerikaiak győzelmével zárult.
1777 őszén John Burgoyne tábornok seregével New York ellen vonult, de az Ontario-tó vidékén a rossz terepen való menetelés felőrölte katonái harci szellemét. A fáradt angolokat a gyarmatok csapatai október 7-én Saratogánál körülzárták, így a tábornok a fegyverletétel mellett döntött. A Kanadából betört brit csapatok október 17-én kapituláltak.
A saratogai győzelemnek inkább lélektani hatása volt, a háború végét nem hozta közelebb, de meghozta Franciaország végleges elkötelezettségét az amerikaiak oldalán. Ám az angolok ekkor még szilárdan tartották pozícióikat.